# Dave Mirra Freestyle BMX 3
Dave Mirra Freestyle BMX 3 est un jeu vidéo de sport (BMX) développé par Full Fat édité par AKA Acclaim, sorti en 2002 sur Game Boy Advance. Il s'agit de la suite de Dave Mirra Freestyle BMX et de Dave Mirra Freestyle BMX 2.
Le joueur peut y incarner différents cyclistes BMX professionnels dont Dave Mirra.

## Accueil
- GameSpot : 8,6/10[1]